# Midland (Michigan)
Midland – miasto w Stanach Zjednoczonych, w stanie Michigan, siedziba administracyjna hrabstwa Midland.
W mieście, od 1994 roku, rozgrywane są międzynarodowe turnieje tenisowe kobiet, Dow Tennis Classic, zaliczane do rozgrywek rangi ITF.